# Премия Харви
Премия Харви (англ. Harvey Prize, ивр. פרס הארווי‎) — международная премия в области технических наук, ежегодно присуждаемая Технионом (Хайфа) учёным за выдающиеся достижения в области медицины, естественных и гуманитарных наук.

## Общие положения
Премия присуждается ежегодно, с 1972 года, учёным — независимо от их расовой, национальной, религиозной принадлежности, гражданства и пола. Денежная часть премии составляет 75 тысяч долларов США. Она выплачивается из Фонда имени Лины П. Харви.
Как правило, премия Харви не присуждается Нобелевским лауреатам, а также обладателям премии Вольфа. Исключением являются кандидаты, которые номинируются за новые (или отличающиеся от уже отмеченных наградами) работы. Некоторые лауреаты премии Харви впоследствии получили Нобелевскую премию.
Согласно уставу Фонда, одним из условий получения премии Харви является приезд лауреата в качестве гостя Техниона в Израиль и месячное турне по научно-исследовательским институтам и университетам страны с чтением лекций о своих научных достижениях. Тексты этих лекций публикуются в регулярно издаваемых «Научных докладах лауреатов премии Харви».
Российское правительство 5 мая 2000 года включило премию Харви в перечень международных премий, суммы которых, полученные физическими лицами, не облагаются подоходным налогом.

## Лауреаты
| Год                                           | Лауреат                    | Страна                                   | Область | Предмет                                                         |
| 1972                                          |                            |                                          | |                                                                 |
| --------------------------------------------- | -------------------------- | ---------------------------------------- | --- | --------------------------------------------------------------- |
| 1972                                          | Вильям Кольф               | США                                      | Медицина | Внедрение в клиническую практику аппарата «Искусственная почка» |
| 1972                                          | Клод Шеннон                | США                                      | Медицина | Решающий вклад в создании Теории информации                     |
| 1974                                          |                            |                                          | |                                                                 |
| Алан Коттрелл                                 | Великобритания             | Физика                                   | Новое теоретическое объяснение механических свойств вещества |                                                                 |
| Гершом Шолем                                  | Израиль                    | Гуманитарные науки                       | Наука о еврействе |                                                                 |
| 1975                                          |                            |                                          | |                                                                 |
| Георг Клейн                                   | Швеция                     | Медицина                                 | Открытия по иммунологии рака |                                                                 |
| Эдвард Теллер                                 | США                        | Физика                                   | Оригинальный текст (англ.)«In recognition of his contribution to science and technology through his discoveries in atomic, nuclear and solid state physics and their practical application for the production of energy.» |                                                                 |
| 1976                                          |                            |                                          | |                                                                 |
| Ш. Либерман                                   | США                        | Гуманитарные науки                       | Оригинальный текст (англ.)«In recognition of his investigations into the civilizations of the peoples of the Middle East in the Hellenistic and Roman periods, and for his great and profound commentaries on the sources of Talmudic literature.» |                                                                 |
| Г. Ф. Марк                                    | США                        | Химия                                    | Вклад в создание полимеров |                                                                 |
| 1977                                          |                            |                                          | |                                                                 |
| С. Бензер                                     | США                        | Медицина                                 | открытия в области молекулярной генетики |                                                                 |
| Фримен Дайсон                                 | США                        | Физика                                   | Достижения в КЭД |                                                                 |
| 1978                                          |                            |                                          | |                                                                 |
| Б. Льюис                                      | США                        | Гуманитарные науки                       | фундаментальные исследования цивилизаций Ближнего Востока |                                                                 |
| И. Валь                                       | Израиль                    | Агрономия                                | Новых методы повышения урожайности и качества злаковых растений |                                                                 |
| 1979                                          |                            |                                          | |                                                                 |
| Э. Х. Лэнд                                    | США                        | физика                                   | принципиально новые приложения в науке и технике феномена поляризации света |                                                                 |
| Эфраим Рэкер                                  | США                        | Биохимия                                 | Решающий вклад в исследования энергетических процессов в живой клетке |                                                                 |
| 1980                                          |                            |                                          | |                                                                 |
| Ш. Д. Гойтейн                                 | США · Израиль              | Гуманитарные науки                       | Основополагающие в востоковедении труды по истории, культуре, быту и экономике евреев и арабов в мусульманских странах в средние века |                                                                 |
| М. О. Рабин                                   | Израиль                    | Прикладная математика                    | Оригинальный текст (англ.)«In recognition of his outstanding contributions to computer theory.» |                                                                 |
| 1981                                          |                            |                                          | |                                                                 |
| Х. У. Костерлиц                               | Великобритания             | Биохимия                                 | Важные результаты в биохимии и фармакотерапии мозга |                                                                 |
| Дж. М. Лайтхилл                               | Великобритания             | Физика                                   | Общепризнанный вклад в газовую динамику |                                                                 |
| 1982                                          |                            |                                          | |                                                                 |
| Х. Я. Полоцкий                                | Израиль                    | Семитология                              | Оригинальный текст (англ.)«In recognition of his outstanding contribution to the study of the languages of the Middle East leading to deeper insight into the cultural mores of its peoples.» |                                                                 |
| Э. М. Вайнберг                                | США                        | Физика                                   | Значительный вклад в ядерную физику и технологию использования ядерной энергии в мирных целях |                                                                 |
| 1983                                          |                            |                                          | |                                                                 |
| Р. Ауман                                      | Израиль                    | Математика                               | Успешное применение теории игр для математического моделирования |                                                                 |
| Ф. Ледер                                      | США                        | Генетика                                 | Новые методы исследования структуры и функций гена |                                                                 |
| 1984                                          |                            |                                          | |                                                                 |
| Ф. Розенталь                                  | США                        | Гуманитарные науки                       | Фундаментальные исследования арамейского языка, его диалектов и арабской литературы |                                                                 |
| П. П. Сорокин                                 | США                        | Физика                                   | Крупный вклад в развитие квантовой электроники и лазеров |                                                                 |
| 1985                                          |                            |                                          | |                                                                 |
| Дж. Б. Данциг                                 | США                        | Прикладная математика                    | Создание симплексного метода в теории программирования |                                                                 |
| Б. Розенберг                                  | США                        | Медицина                                 | Открытие эффективности и внедрение в клиническую практику платиновых компаундов для лечения некоторых видов рака. |                                                                 |
| 1986                                          |                            |                                          | |                                                                 |
| П. К. Лотербур                                | США                        | Естественные науки                       | Разработка принципиально новых методов использования техники ядерного магнитного резонанса для исследования живой ткани |                                                                 |
| Б. Мазар                                      | Израиль                    | Археология                               | Оригинальный текст (англ.)«In recognition of his unique work and achievements in the field of archaeology, geography and history of Eretz Israel and the people of Israel - and his outstanding contribution to the investigation of the cultures of the Middle East and coordination of results with the Scriptures of the Bible.» |                                                                 |
| 1987                                          |                            |                                          | |                                                                 |
| П. Шамбон                                     | Франция                    | Молекулярная биология                    | Фундаментальный вклад в цитогенетику, в частности, более глубокое понимание структуры и регулирующей функции гена |                                                                 |
| С. Бреннер                                    | Великобритания             | Молекулярная биология                    | Исследования генетики бактерий и нематодов и создание на этой основе современной модели развития и дифференциации многоклеточных организмов |                                                                 |
| 1988                                          |                            |                                          | |                                                                 |
| Пьер де Женн                                  | Франция                    | Физика                                   | Важные результаты в изучении сверхпроводимости металлов и сплавов |                                                                 |
| 1989                                          |                            |                                          | |                                                                 |
| Бенуа Мандельброт                             | США                        | Естественные науки                       | Теоретические разработки, оказавшие большое влияние на физику, астрономию, географию, химию, теорию информации, экономику и прикладную математику |                                                                 |
| 1990                                          |                            |                                          | |                                                                 |
| Р. Х. Деннард                                 | США                        | Компьютерная наука                       | Создание однотранзисторной динамической ячейки памяти запоминающих устройств компьютеров |                                                                 |
| 1991                                          |                            |                                          | |                                                                 |
| Ж.-Л. Лионс                                   | Франция                    | Прикладная математика                    | Создание современной математической теории управления |                                                                 |
| Б. Сакман                                     | Германия                   | Медицина                                 | Электрофизиология, генная инженерия. |                                                                 |
| 1992                                          |                            |                                          | |                                                                 |
| М. С. Горбачёв                                | СССР                       | Политический и общественный деятель      | Оригинальный текст (англ.)«In appreciation of his seminal initiatives which had a profound impact on international relations and improved the quality of life of hundreds of millions of people.» |                                                                 |
| А. Ярив                                       | США                        | Физика                                   | Оптическая электроника |                                                                 |
| 1993                                          |                            |                                          | |                                                                 |
| Гарри Фюрстенберг                             | Израиль                    | Математика                               | Эрготическая теория, топологическая динамика и др |                                                                 |
| Эрик Кандель                                  | США                        | Медицина                                 | Нейрофизиология, механизм памяти |                                                                 |
| Ричард Зэйр                                   | США                        | Химия                                    | Лазерная химия, химические реакции на молекулярном уровне |                                                                 |
| 1994                                          |                            |                                          | |                                                                 |
| Владимир Арнольд                              | Россия                     | Математика                               | Динамические системы, теория сингулярности |                                                                 |
| Роберт Вайнберг                               | США                        | Медицина                                 | Генетические факторы рака у человека |                                                                 |
| 1995                                          |                            |                                          | |                                                                 |
| Джон Кан                                      | США                        | Физика                                   | Термодинамика и кинетика фазовых трансформаций |                                                                 |
| Дональд Кнут                                  | США                        | Теоретическая компьютерная наука         | Оригинальный текст (англ.)«In recognition of his deep and lasting contributions to theory of computation, software, programming languages, mathematics and typesetting, his pioneering work on analysis of algorithms and attribute grammars, and his development of TEX and METAFONT, both immensely practical, elegant, revolutionary, and very popular advances to computer-aided typesetting.» |                                                                 |
| 1996                                          |                            |                                          | |                                                                 |
| Кларенс Лиллихей                              | США                        | Медицина                                 | Хирургия на открытом сердце |                                                                 |
| Клод Коэн-Таннуджи                            | Франция                    | Физика                                   | Квантовая механика |                                                                 |
| 1997                                          |                            |                                          | |                                                                 |
| Роджер Корнберг                               | США                        | Химия                                    | Молекулярная биология. |                                                                 |
| 1998                                          |                            |                                          | |                                                                 |
| Ричард Карп                                   | США                        | Компьютерная наука прикладная математика | Оригинальный текст (англ.)«In recognition of his leadership and achievements in the areas of theoretical computer science and operations research, in particular for his fundamental contributions to the development of numerous combinatorical algorithms.» |                                                                 |
| Барри Шарплесс                                | США                        | Химия                                    | Стереоселективные реакции оксидации |                                                                 |
| 1999                                          |                            |                                          | |                                                                 |
| Элизабет Блэкбёрн                             | США                        | Биология                                 | Генетические процессы, связанные с раком и старением |                                                                 |
| Роберт Галлагер                               | США                        | Электротехника                           | Теория информации и системы связи |                                                                 |
| 2000                                          |                            |                                          | |                                                                 |
| Дэвид Гросс                                   | США                        | Физика                                   | Элементарные частицы |                                                                 |
| Гарри Грэй                                    | США                        | Химия                                    | Перенос электронов |                                                                 |
| 2001                                          |                            |                                          | |                                                                 |
| Берт Фогельштейн                              | США                        | Медицина                                 | Генетический анализ предрасположения к заболеванию раком |                                                                 |
| Джим Пиблc                                    | США                        | Астрофизика                              | Космология |                                                                 |
| 2002                                          |                            |                                          | |                                                                 |
| Ада Ионат                                     | Израиль                    | Биофизика                                | Структурная биология |                                                                 |
| Питер Дерван                                  | США                        | Биоорганическая химия                    | Специфическое распознание генетического материала |                                                                 |
| 2003                                          |                            |                                          | |                                                                 |
| Роберт Лангер                                 | США                        | Медицина                                 | Биотехнологии |                                                                 |
| 2004                                          |                            |                                          | |                                                                 |
| Артур Ашкин                                   | США                        | Физика                                   | Оптика |                                                                 |
| У. Хендриксон                                 | США                        | Молекулярная биофизика                   | Оригинальный текст (англ.)«In recognition of his seminal scientific and technological accomplishments that have revolutionized the field of structural biology.» |                                                                 |
| 2005                                          |                            |                                          | |                                                                 |
| Эдвард Уиттен                                 | США                        | Математическая физика                    | Квантовая теория поля |                                                                 |
| В. Баумейстер                                 | Германия                   | Биохимия                                 | Определение структуры больших молекулярных комплексов |                                                                 |
| 2006                                          |                            |                                          | |                                                                 |
| Чарльз Беннетт                                | США                        | Астрофизика                              | Количественные характеристики вселенной |                                                                 |
| Рональд Эванс                                 | США                        | Биология                                 | Молекулярная генетика метаболических заболеваний и рака |                                                                 |
| 2007                                          |                            |                                          | |                                                                 |
| Михаэль Гретцель                              | Швейцария                  | Фотохимия                                | Оригинальный текст (англ.)«In recognition of his pioneered research on energy and electron transfer reactions in mesoscopic-materials and their optoelectronic applications.» |                                                                 |
| Стивен Харрис                                 | США                        | Физика                                   | Оригинальный текст (англ.)«In recognition of his pioneering experimental and theoretical contributions to basic research in numerous areas of quantum electronics, laser physics, nonlinear optics, and generation of extreme-ultraviolet laser light.» |                                                                 |
| 2008                                          |                            |                                          | |                                                                 |
| Чарльз Бэннетт                                | США                        | Квантовая механика                       | Оригинальный текст (англ.)«In recognition of his seminal role in founding and advancing the field of Quantum Information and Quantum Computation, inventing entirely new ways of understanding fundamental quantum phenomena and thus connecting physics to branches of information and computational complexity.» |                                                                 |
| Дэвид Эйзенберг                               | США                        | Биохимия                                 | Оригинальный текст (англ.)«In recognition of his contribution, pushing the technical limits of crystallography, elucidating the structure of amyloid fibrils.» |                                                                 |
| 2009                                          |                            |                                          | |                                                                 |
| Дэвид Болкомб                                 | Великобритания             | Генетика                                 | Оригинальный текст (англ.)«In recognition of his seminal role in discovering the key function of short RNA molecules and his great influence in the life sciences, where short RNAs are exploited for improving agriculture and for therapeutic tools in major diseases such as cancer, viral infections, and neurodegenerative disorders.» |                                                                 |
| Сюдзи Накамура                                | США Япония                 | Материаловедение                         | Оригинальный текст (англ.)«In recognition of his seminal contribution to nitride containing white light LEDs which revolutionize energy efficient lighting system.» |                                                                 |
| 2010                                          |                            |                                          | |                                                                 |
| М. Карин                                      | США                        | Биохимия                                 | Оригинальный текст (англ.)«In recognition of his pioneering research that has led to the deciphering of the molecular mechanisms by which mammalian cells respond to inflammatory cytokines, environmental stress and various pathogens.» |                                                                 |
| Александр Поляков                             | Россия США                 | Теоретическая физика                     | Оригинальный текст (англ.)«In recognition of his many contributions to the revolutionary theories that shaped our contemporary understanding of elementary particles and forces in nature.» |                                                                 |
| 2011                                          |                            |                                          | |                                                                 |
| Ричард Френд                                  | Великобритания             | Материаловедение                         | Оригинальный текст (англ.)«In recognition of his outstanding contributions to science and technology, which are already making an impact on the semi-conductor industry and our lives.» |                                                                 |
| Джуда Перл                                    | Израиль США                | Информатика                              | Оригинальный текст (англ.)«In recognition of his foundational work that has touched a multitude of spheres of modern life.» |                                                                 |
| 2012                                          |                            |                                          | |                                                                 |
| Эрик Лэндер                                   | США                        | Геномика                                 | Оригинальный текст (англ.)«In recognition of his significant contributions to the field of genomics, as the driving force behind most of the major advances in this field.» |                                                                 |
| Эли Яблонович                                 | США                        | Физика                                   | Оригинальный текст (англ.)«In recognition of his pioneering discoveries in the fields of photonics, optoelectronics, and semiconductors.» |                                                                 |
| 2013                                          |                            |                                          | |                                                                 |
| Пол Коркум                                    | Канада                     | Физика                                   | Оригинальный текст (англ.)«In recognition of his seminal contributions to the field of attosecond science, enabling resolving electronic motion in atoms and molecules.» |                                                                 |
| Джон Клейнберг                                | США                        | Информатика                              | Оригинальный текст (англ.)«In recognition of his seminal contributions to, and leadership in, the newly emerging science of information networks.» |                                                                 |
| 2014                                          |                            |                                          | |                                                                 |
| Джеймс Эллисон                                | США                        | Иммунология                              | Оригинальный текст (англ.)«In recognition of his fundamental contributions to immunology and of his advancement of new immunotherapeutic agents against cancer.» |                                                                 |
| Райнхард Генцель                              | Германия                   | Астрофизика                              | Оригинальный текст (англ.)«In recognition of developing many novel ground, airborne and space-based instruments enabling the tracking of the motion of stars with unprecedented precision extremely close to the Galactic center and thus, to be the first to provide irrefutable evidence for the existence of massive black hole at the Galactic center.» |                                                                 |
| 2015                                          |                            |                                          | |                                                                 |
| Марк Киршнер                                  | США                        | Эмбриология                              | Оригинальный текст (англ.)«In recognition of his groundbreaking and pioneering discoveries which have opened new fields in three fundamental areas of modern biology: embryology, cell cycle and cell organization.» |                                                                 |
| Иммануил Блох                                 | Германия                   | Квантовая оптика                         | Оригинальный текст (англ.)«In recognition of his fundamental contributions in the field of light and matter interactions in quantum many-body systems.» |                                                                 |
| 2016                                          |                            |                                          | |                                                                 |
| Карл Дейссерот Петер Хегеман                  | США · Германия             | Биохимия                                 | Оригинальный текст (англ.)«For their discovery of opsin molecules, involved in sensing light in microorganisms, and their pioneering work in utilizing these opsins to develop "optogenetics".» |                                                                 |
| Кип Торн Райнер Вайсс Рональд Древер          | США · США · Великобритания | Физика                                   | Оригинальный текст (англ.)«For the first direct detection of gravitational waves, confirming a central prediction of Einstein’s General Relativity and opening a new window to the Universe.» |                                                                 |
| 2017                                          |                            |                                          | |                                                                 |
| Тобин Маркс                                   | США                        | Химия                                    | Оригинальный текст (англ.)«For his ground-breaking research, of both fundamental and practical significance, in the areas of catalysis, organo-f-element chemistry, electronic and photonic materials, and coordination chemistry, which have strongly impacted contemporary chemical science.» |                                                                 |
| Карла Шатц                                    | США                        | Нейрофизиология                          | Оригинальный текст (англ.)«For her discoveries concerning the emergence and function of brain circuits for vision.» |                                                                 |
| 2018                                          |                            |                                          | |                                                                 |
| Эммануэль Шарпантье Дженнифер Даудна Чжан Фэн | Франция · США · США        | Генетика                                 | Оригинальный текст (англ.)«For their remarkable contribution to the understanding of key aspects of the CRISPR-Cas9 bacterial defense system and its application as programmable genome editing tools for eukaryotic cells.» |                                                                 |
| Христос Пападимитриу                          | Греция                     | Информатика                              | Оригинальный текст (англ.)«For his fundamental, pioneering, visionary and overarching contributions to Computer Science, via the development of the theory of algorithms and complexity, and its connections to the physical and applied sciences. His contribution in founding algorithmic game theory, defining central concepts and key questions allowed to prove fundamental results.» |                                                                 |
| 2019                                          |                            |                                          | |                                                                 |
| Рафаэль Мешулам                               |                            |                                          | Оригинальный текст (англ.)«For his ground-breaking research elucidating the components, mechanisms of action, and implications for human health of the cannabinoid system. His meticulous decades-long discoveries have impacted the medical understanding of the negative implications of drug abuse as well as provided therapeutic promise to a wide range of diseases and pathological conditions and contributed to human well-being.»                                                                                                  |                                                                 |
| Джозеф ДеСимоне                               |                            |                                          | Оригинальный текст (англ.)«For his contributions to materials science, chemistry, polymer science and technology, nano medicine, and 3D printing. His achievements are a model for combining basic scientific discoveries with developments of industrial technologies that have a significant influence on mankind. His pioneering scientific breakthroughs include the use of supercritical carbon dioxide to produce fluoropolymers; a new process for precise fabrication of nanoparticles (PRINT) widely used in medical applications.» |                                                                 |
| 2020                                          |                            |                                          | |                                                                 |
| James R. Rice                                 |                            | Механика разрушения                      | Оригинальный текст (англ.)«for fundamental and long-standing contributions to the fields of mechanics of materials and geophysics. For the J-integral, and for leadership that enhanced the understanding of friction and earthquakes.» |                                                                 |